# Слухач (фільм)
Слуха́ч (рос. Слушатель) — російський звуковий кольоровий художній фільм у жанрі кінокомедії, знятий у 2004 році режисером Володимиром Зайкіним. Лейтмотив фільму — мелодія Едварда Ґріґа «У печері гірського короля».

## Сюжет стрічки
Життя 32-річного президента процвітаючої фірми Сергія Петрова руйнується водночас. Він втрачає все: гроші, соціальне становище, будинок, сім'ю, роботу й опиняється на вулиці.
Одного разу, блукаючи містом, головний герой зустрічає свого колишнього однокурсника, а нині дрібного шахрая Кульому. Разом із ним Петров приходить до бюро з працевлаштування, де йому пропонують роботу… «Слухача». Так він потрапляє в сім'ю Федулових, де й починає «працювати» — вислуховувати лайку та образи всіх мешканців квартири, які не ризикують відкрито висловлюватися один перед одним.
Незабаром у квартирі з'являється старша дочка Федулових — Марина, яка втекла від негідника-чоловіка. Сутички Петрова з Мариною непомітно переростають у щось інше… І коли біди та неприємності героїв доходять до межі, коли всі опиняються на межі відчаю, як завжди, в новорічну ніч стається диво…
Відкриваються несподівані факти, які круто змінюють хід подій і дарують героям довгоочікуване щастя!

## Ролі та їх виконавці
- Микита Висоцький — Сергій Васильович Петров, «слухач»;
- Михайло Єфремов — Кульома, однокурсник Петрова;
- Євген Стеблов — Антон Андрійович Федулов;
- Наталія Коляканова — Наталія, дружина Антона Андрійовича;
- Любов Толкаліна — Марина, дочка Антона Андрійовича;
- Гліб Бауер — телепень, син Антона Андрійовича;
- Олександра Флоринська — Раїса, колишня дружина Петрова;
- Дмитро Дюжев — Сидячко;
- Юрій Шерстньов — дідусь-інвалід;
- Олександр Тютрюмов — Єрмолаєв, директор фірми;
- Геннадій Храпунков — роботодавець.